# Swinglea glutinosa
Swinglea glutinosa (Blanco) Merr. è una pianta della famiglia delle Rutacee (sottofamiglia Aurantioideae). È l'unica specie del genere Swinglea.
Il nome del genere è un omaggio al botanico statunitense Walter Tennyson Swingle (1871–1952).

## Distribuzione e habitat
La specie è un endemismo delle Filippine